# اونوئه کیکونوسوکه هفتم
اونوئه کیکونوسوکه هفتم (به ژاپنی: 尾上菊五郎 (7代目))؛ زادهٔ ۲ اکتبر ۱۹۴۲) یک هنرپیشه اهل ژاپن است.
از فیلم‌ها یا برنامه‌های تلویزیونی که وی در آن نقش داشته‌است می‌توان به میناموتو نو یوشی‌تسونه (مجموعه تلویزیونی تایگا) از سری فیلم‌های مجموعه تلویزیونی تایگا اشاره کرد.